# Phryxe caudata
Phryxe caudata är en tvåvingeart som först beskrevs av Camillo Rondani 1859.  Phryxe caudata ingår i släktet Phryxe och familjen parasitflugor. Inga underarter finns listade i Catalogue of Life.